# Німан (стадіон, Гродно)
Центральний спортивний комплекс «Німан» (біл. Цэнтральны спартыўны комплекс «Нёман») — багатофункціональний спортивний комплекс у місті Гродно, Білорусь, домашня арена ФК «Німан».
Стадіон побудований та відкритий 1963 року як «Стадіон Червоного Прапора». Місткість на час відкриття була 15 000 глядачів. У 1993 році арена дістала назву «Німан». Протягом 2002—2008 років було здійснено масштабну реконструкцію стадіону, в результаті чого місткість зменшено до 8800 глядачів. Було встановлено освітлювальні щогли, систему підігріву газону, світлодіодне інформаційне табло розмірами 10×6 м. Стадіон відповідає вимогам УЄФА.
Окрім основного стадіону, до структури спортивного комплексу входять резервне футбольне поле зі штучним покриттям і трибунами на 900 глядачів, гімнастичні зали, зали для боротьби та інших видів спорту, тенісний корт, поле для хокею на траві тощо. Також біля комплексу розташований льодовий палац.